# Pass Thurn
De Pass Thurn is een 1273 meter hoge bergpas in de Kitzbüheler Alpen op de grens tussen de Oostenrijkse deelstaten Tirol en Salzburg. De pas vormt een verbinding tussen de Pinzgau (het hogergelegen deel van het Salzachtal) en het skigebied rondom Kitzbühel.
Vanuit Mittersill loopt een weg naar boven, die na twee haarspeldbochten, op 140 meter boven de stad langs het slot Mittersill voert. De vroegere burcht heeft hier vanaf de 11e eeuw de pasweg beveiligd. De pasweg stijgt vervolgens langzaam en geeft een weids uitzicht over de Pinzgau en over de rotsige en ijzige toppen van de Hoge Tauern.
Vlak onder de pashoogte ligt het tot de gemeente Mittersill behorende dorp Paßthurn. In de nabijheid van de pashoogte ontspringt de naar het noorden stromende Jochberger Ache. Iets meer naar het oosten ligt de bron van de Saalach. Bij de pas ligt tevens het Wasenmoos en enkele andere hoogvenen. Hier werd tussen 1700 en 1960 turf gestoken, maar de gebieden zijn inmiddels beschermd natuurgebied.

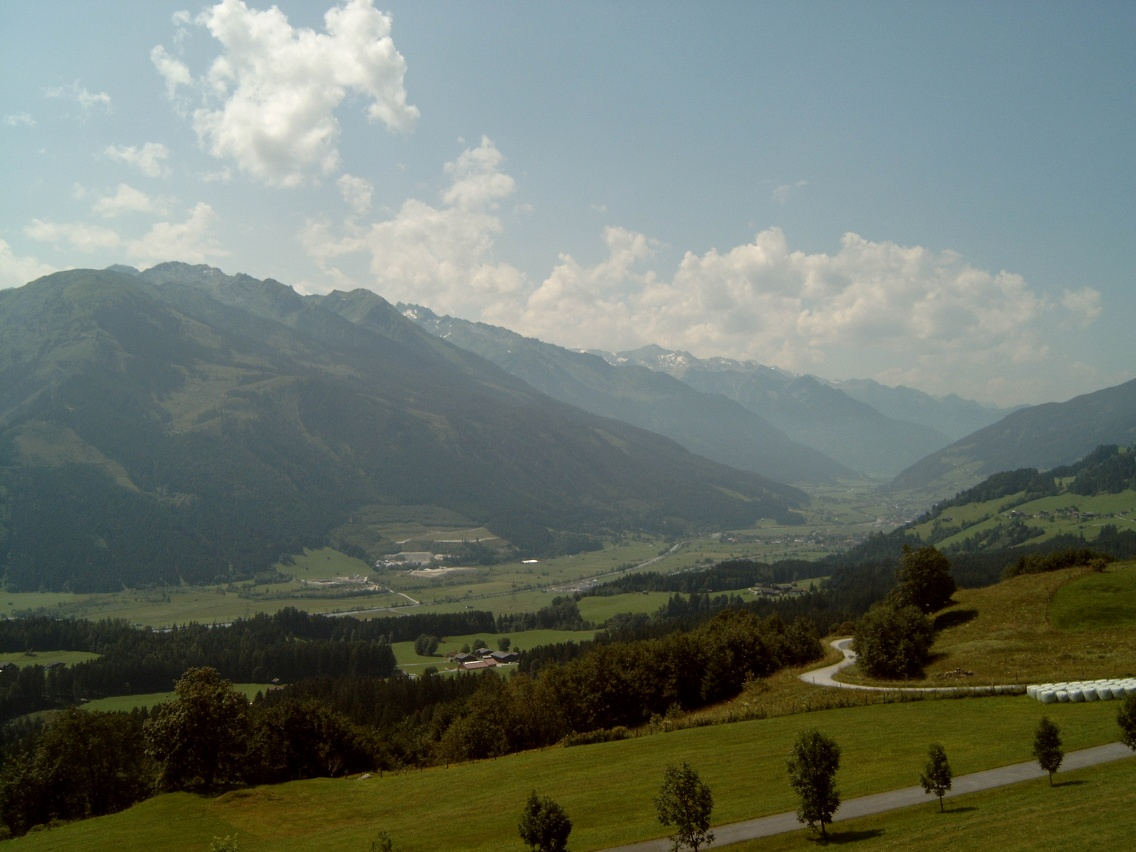
zuidzijde
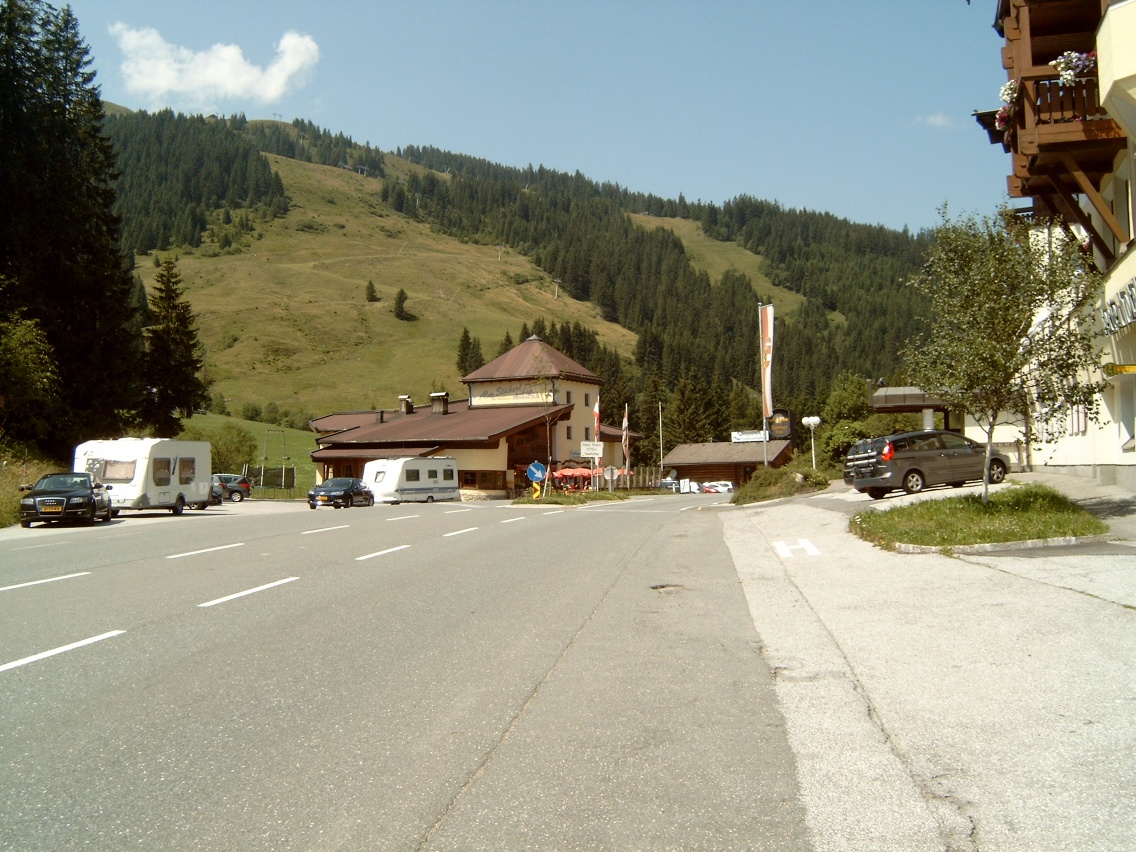
blik naar noorden
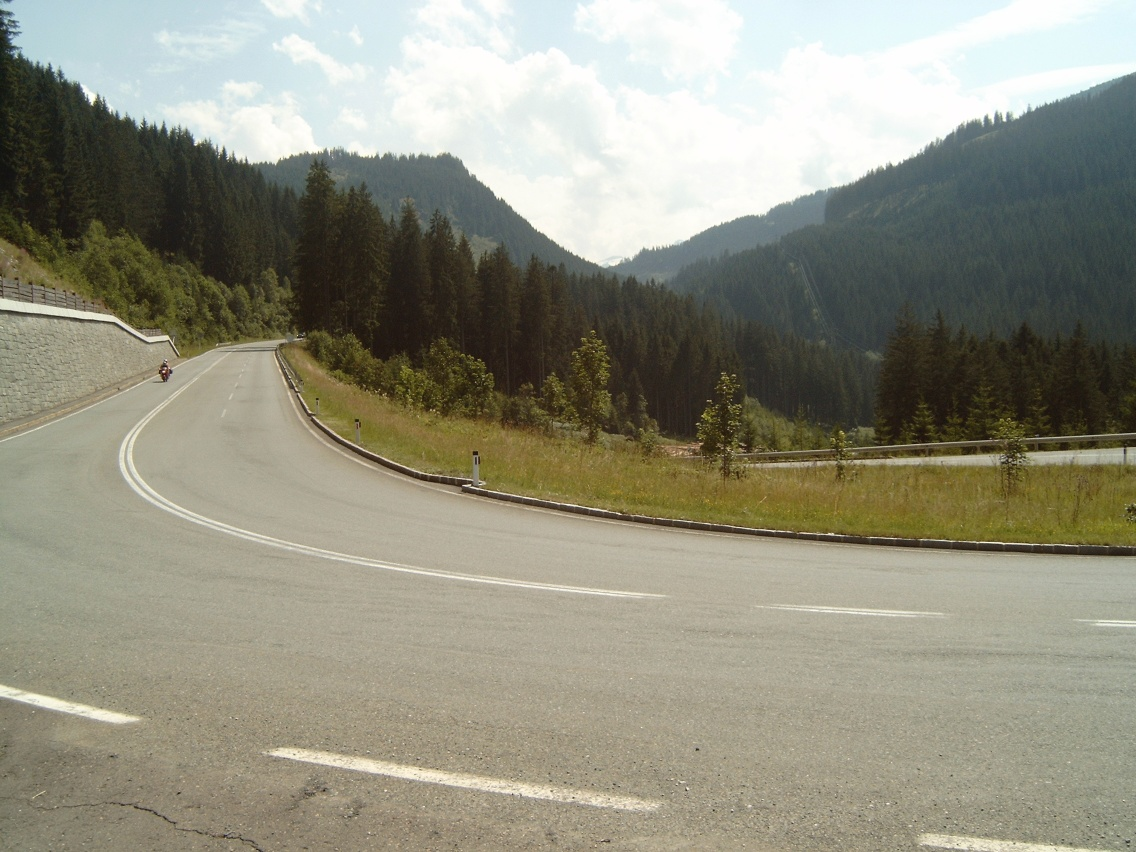
Bocht op noordhelling

Arlberg · Bielerhöhe · Brenner · Fern · Flexen · Gerlos · Großglockner · Hahntennjoch · Katschberg · Kühtai · Pfitscherjoch · Plöcken · Radstädter Tauern · Reschen · Seefeld · Sölk · Staller Sattel · Timmelsjoch · Triebener Tauern · Turracherhöhe · Zeinis